# Viviana Di Bert
Viviana Di Bert (San Michele al Tagliamento, 10 novembre 1959) è un'attrice italiana.

## Biografia
Nasce a San Michele al Tagliamento, in Veneto, il 10 novembre 1959. Terza di cinque sorelle, genitori friulani e padre elettricista, nell'adolescenza si dedica con passione alla pittura preferendo il colore a tempera. Lascia la casa giovanissima e si trasferisce a Milano dove per vivere lavora con la moda e tra gli altri collabora come indossatrice a Milano per Walter Albini e alta moda Roma con Irene Galitzine e Clara Centinaro.
Sempre a Milano debutta come attrice nel 1982. Nel 1983 lavora con il regista Marco Tullio Giordana in un piccolo ruolo nel film tv Notti e nebbie e frequenta brevemente i corsi di Quelli di Grock. Dal 1987 si forma come attrice sviluppando la tecnica Lee Strasberg collegata al lavoro onirico di Carl Gustav Jung con Sandra Seacat e Greta Seacat. Collabora con Greta Seacat per 5 anni organizzando le sue classi di insegnamento a Roma sostituendola anche come insegnante, tra gli altri, hanno studiato con Viviana Di Bert: Dario Castiglio, Milena Miconi, Michele Venitucci, Loredana Cannata, Kasia Smutniak, Pietro Taricone,Vincenzo Tanassi.
Nel 1988 si trasferisce a Roma per seguire i corsi dell'appena nato Duse Studio International formandosi con Francesca De Sapio, Giuseppe Perruccio, Joseph Ragno e Susan Strasberg ospite al centro Duse. Per sostenersi farà anche la cameriera l'operaia e lavora in un negozio feste per bimbi. A 30 anni supera l'esame alla scuola pubblica come autodidatta recuperando gli studi lasciati all'età di 16 anni e si iscrive alla facoltà di lettere e filosofia a Roma (studi orientali-India e Medio Oriente) perché interessata al sanscrito (due viaggi conoscitivi in India le lasceranno una forte impronta caratteriale), poi abbandona gli studi universitari dovendo crescere da sola la figlia Angelica Preziosi, nata nel 1992.
Nel 1997 sostiene positivamente il suo primo provino come attrice all'Actors Studio di New York (in quell'anno era direttore artistico Arthur Penn) e nel 1998 con Party Time di Harold Pinter partecipa alla rassegna Nuovi scenari italiani della Beat '72. Sempre nel 1998 resta particolarmente impressionata dalla lettura di Medea. Voci dell'autrice tedesca Christa Wolf. Dopo un carteggio, la stessa autrice la autorizza a farne una riduzione teatrale e realizza diverse messe in scena ,tra le altre nel 2010 alla sala macchine del museo Centrale Montemartini.
Dal 2012 fino al 2015 realizza diversi spettacoli teatrali tra i quali nel 2014 "Andando verso Frida" dedicato a Frida Kahlo nelle stanze della Biblioteca Villino Corsini-Villa Pamphilj a Roma. Nel 2016 menzione speciale della giuria al Fano International Film Festival per il film cortometraggio "Il Viaggio" (sua scrittura e regia) prodotto da Rean Mazzone e dedicato al popolo Siriano devastato dai conflitti. Dal 2020 decide di impegnarsi unicamente come attrice.

## Filmografia

### Cinema
- Italian Boys, regia di Umberto Smaila (1983)
- L'odore della notte, regia di Claudio Caligari (1998)
- Il silenzio intorno, regia di Dodo Fiori (2006)
- Dall'altra parte del mare, regia di Jean Sarto (2009)
- Dark Matter regia di Stefano Odoardi (2023)

### Televisione
- Notti e nebbie, regia di Marco Tullio Giordana - film per la TV (1984)
- Hamburger Serenade, regia di Pupi Avati - programma TV (1986)
- Piazza di Spagna - serie TV (1992)
- La stagione dei delitti - serie TV (2007)
- Los hombres de Paco - serie TV (2010)
- La dottoressa Giò - serie TV (2018)

## Teatro
- 3 voci per Amleto Teatro Tordinona 2022
- Medea. Voci di Christa Wolf: riprese nel 2019 al Teatro Di Documenti fondato da Luciano Damiani, nel 2010 a Centrale Montemartini, nel 2010 al Teatro Argot Studio e nel biennio 2008 e 2009 al Teatro Campo D'arte
- 2018 Narikonto (voci oltre i confini) Teatro India Roma e Teatro Vascello
- 2018 Le onde di Ellida da Ibsen a Omero e viceversa Teatro Tordinona
- 2017 Intorno a Salomè Oscar Wilde (beat 72)
- 2017 performance da "Sogno di una notte di mezza estate" di W.Shakespeare - Factory ex Pelanda - Museo di arte contemporanea (Roma)
- 2015 Fuoco su tre sorelle da Anton Čechov
- 2015 La voce umana di Jean Cocteau
- 2014 Andando verso Frida -dai diari di Frida Kahlo-Casa dei Teatri-Villino Corsini,Roma
- 2014 Le onde di Ellida da Omero a Ibsen -Teatro Spazio Uno,Roma
- Metà fisico -Atelier Metateatro
- 2012 L'ultima estate di Hiroshima di Tamiki Hara
- 2011 Il giardino dei ciliegi di Anton Čechov
- 2010 Lo zoo di vetro di Tennessee Williams
- 2009 Il guardiano (Pinter) Harold Pinter
- 2001 Insulti al pubblico Peter Handke
- 2001 Santa Giovanna dei macelli Bertolt Brecht
- 2000 La Cerimonia Giuseppe Manfridi Taormina Arte
- 2000 Riccardo III di William Shakespeare
- 1999 La Tempesta di William Shakespeare
- 1999 Oreste di Euripide
- 1998 Party Time Harold Pinter (Beat '72)
- 1996 Medea di Euripide, Regia di Alessandro Vantini